# Нурафкан, Омид
Омид Нурафкан (перс. امید نورافکن‎; род. 9 апреля 1997, Рей, Тегеран) — иранский футболист, полузащитник клуба «Малаван» и сборной Ирана.

## Биография

### Клубная карьера
Нурафкан присоединился к клубу «Эстегляль» перед стартом сезона 2015/2016. Дебютировал за эту команду в Иранской Про-лиге 17 декабря 2015 года в матче с клубом «Саба Ком», который закончился победой «Эстегляля» со счётом 1:0. На момент дебюта ему было 18 лет и 271 дня, что сделало его самым молодым дебютантом в истории «Эстегляля» на тот момент. По ходу сезона он сумел закрепиться в основном составе «Эстегляля», за который сыграл в Про-лиге 11 матчей, не отметившись забитыми мячами.
27 января 2017 года в матче Иранской Про-лиги с клубом «Пайкан» забил свой первый гол за «Эстегляль»; тот матч закончился победой клуба из Тегерана со счётом 3:2. В своём втором сезоне за столичный клуб Нурафкан сыграл в Про-лиге 14 матчей и забил 3 гола. 16 июня 2017 года подписал новый контракт с «Эстеглялем» сроком на два года. По итогам сезона Нурафкан был удостоен специальной награды как «Лучший молодой игрок Иранской лиги».
Отыграв следующий сезон за «Эстегляль», Нурафкан в июне 2018 года перешёл в бельгийский «Шарлеруа», подписав с «зебрами» двухлетний контракт. Дебютировал в Лиге Жюпиле 19 августа 2018 года в матче с «Генком», который «зебры» проиграли со счётом 3:1. 26 января 2019 года Нурафкан на правах аренды вернулся в «Эстегляль», подписав контракт сроком на шесть месяцев.
По окончании сезона присоединился к клубу «Сепахан», в котором сыграл в сезоне 2019/20 в Иранской про-лиге 23 матча и забил 3 гола. 24 июня 2020 года Нурафкан продлил контракт с «Сепаханом» сроком на три года. В составе «Сепахана» он стал стабильным игроком основного состава, сыграв в Иранской Про-лиге 126 матчей и забил 16 голов.
Летом 2024 года на правах аренды сроком на один год перешёл в «Малаван».

### Карьера в сборной
В составе молодёжной сборной Ирана играл на молодёжном чемпионате мира 2017 года, на котором сыграл в матчах с Коста-Рики (1:0), Замбией (2:4) и Португалией (1:2). На турнире иранцы заняли в группе последнее место с 3 очками и не пробились в плей-офф.
Дебютировал за сборную Ирана 17 марта 2018 года в товарищеском матче со сборной Сьерра-Леоне, который иранцы выиграли со счётом 4:0

## Сыылки
- Omid Noorafkan на Besoccer